# Рауль I де Бриенн
Рауль I де Бриенн (фр. Raoul de Brienne; 1302 — 19 января 1344, Париж) — французский государственный деятель и военачальник. Граф д'Э (Рауль III) с 1302 года, граф де Гин (Рауль II) с 1332 года, коннетабль Франции с 1329 года. Сын Жана III де Бриенн, графа д’Э и Жанны, графини де Гин.

## Биография
Родился в 1302 году. Унаследовал после смерти отца графство Э (в 1302 году), а после смерти матери — графство Гин. 
В 1329 году королём Филиппом VI назначен коннетаблем Франции. С 1331 года губернатор области на границе с Фландрией и Эно, с 1337 года — наместник Лангедока. Для подавления мятежа, охватившего Бург и Блэ[уточнить], был послан королём в Гиень, приведя непокорные провинции в повиновение французской короне. 
Командовал войсками в Италии, где сражался на стороне короля Чехии Иоганна (Яна) Слепого. 
Убит 19 января 1344 года в Париже на турнире.

## Брак и дети
Жена: с 1315 года Жанна де Мелло (ум. 1351), дама де Шато-Шинон, дочь Дрё VI де Мелло, сеньора де Сен-Эрмен
- Рауль II (ум. 19 ноября 1350), граф д’Э и де Гин, коннетабль Франции с 1344 года;
- Жанна (ум. 6 июля 1389), дама де Шато-Шинон; 1-й муж: с 1342—1343 годов Готье VI де Бриенн (ум. 19 сентября 1356), граф де Бриенн, ди Лечче и ди Конверсано, титулярный герцог Афинский с 1311; 2-й муж: с 1357 года Людовик д’Эврё (1336 — 6 мая 1400), граф д’Этамп;
- Мария (ум. в детстве)